# ماريا دولغوبولوفا
ماريا دولغوبولوفا (من مواليد 2 مارس 1997 في خاركوف) لاعبة متزلجة أوكرانية على مسار قصير، فازت بالميدالية الفضية في دورة الألعاب الأولمبية الشتوية للشباب 2012. مثل المنتخب الوطني الأوكراني في مسابقة التزلج السريع على المضمار القصير في دورة الألعاب الأولمبية للشباب 2012 وفاز بالميدالية الفضية في التتابع المختلط كجزء من فريق دولي مع رياضيين من الصين وبريطانيا العظمى. كما مثّلت أوكرانيا في بطولات العالم 2016، 2021 و2022، بالإضافة إلى العديد من البطولات الأوروبية، كان آخرها في عام 2023. واعتبارًا من عام 2021، عملت في أكاديمية خاركوف الحكومية للثقافة البدنية.

## نشأتها
ولدت عام 1997، درست في مدرسة موسيقية في صف البيانو. بدأت التدريب عام 2009 في خاركوف. تدربت مع فيكتوريا أوليكساندريفنا بوزكو لمدة ثلاث سنوات تقريبًا. لاحقًا، كان مدربها فيتالي سيفاك. بدأت التدريب عام 2009 في خاركوف، أوكرانيا. دعاها أحد الأصدقاء لتجربة هذه الرياضة واصبحت تستمتع بها لما تتميز به من سرعة.

## مسيرتها الرياضية
شاركت دولغوبولوفا في دورة الألعاب الأولمبية الشتوية للشباب 2012 ممثلةً لأوكرانيا. وفي هذا الحدث، احتلت المركز السابع في سباق 500 متر، ولم تُكمل سباق 1000 متر، وفازت بالميدالية الفضية في سباق التتابع للفرق المختلطة. لاحقًا، شاركت أيضًا في مهرجان الألعاب الأولمبية الشتوية للشباب الأوروبي لعام 2013 في براشوف، ودورة الألعاب الجامعية الشتوية 2015 في غرناطة.